# Undanflykten
Undanflykten är en svensk TV-film från 1987 i regi av Lennart Hjulström. Hjulström har även en större roll i filmen tillsammans med bland andra Sara Wikström, Gunilla Nyroos och Kent Andersson.

## Handling
Filmen skildrar Sveriges roll under judeförföljelsernas tid i Tyskland. Året är 1939 och en ung kvinna anländer som flykting till Sverige för att söka uppehållstillstånd.

## Rollista
- Sara Vera Wikström	– Lilian
- Gunilla Nyroos – Hanna
- Lennart Hjulström	– Karl
- Kent Andersson – Olof
- Cecilia Nilsson – Sigrid
- Gunilla Abrahamsson
- Else-Marie Brandt
- Percy Brandt
- Keve Hjelm
- Peter Hüttner

## Om filmen
Filmen producerades av Örjan Öberg för Sveriges Television AB TV1. Fotografer var John Olsson och Jan Alvermark. Filmen premiärvisades den 13 april 1987 i TV1.